# Schloeth (Familie)
Die Basler Familie Schloeth geht zurück auf den aus Berlin stammenden Schlossermeister und Ofenbauer Heinrich Ludwig Schlöth (auch Schlett und Schloett; 1781–1839), der sich um 1800 am Rheinknie niederliess und 1806 in Waldenburg Maria Salome Treu (1781–1850), Tochter eines Basler Schlossers, heiratete. 1809 liess er sich und seine Familie in Binningen und 1820 in Basel einbürgern, wo er bereits seit ca. 1810 am Birsig eine eigene Schlosserei betrieb. Daneben betätigte er sich auch als Mechaniker sowie als Mühlen- und Waagenmacher. In späteren Jahren war er vor allem Ofenfabrikant und vertrieb selbst erfundene Heizvorrichtungen. Das traditionelle Schlosserhandwerk gab er aber nicht auf. Er führte etwa mit seinen Mitarbeitern die Schlosserarbeiten am 1830–1832 errichteten Gebäude der Allgemeinen Lesegesellschaft am Münsterplatz aus.
Heinrich Ludwigs Schlöths ältester Sohn Friedrich Ludwig, genannt Louis (1808–1869), erlernte ebenfalls das Schlosserhandwerk und führte den vom Vater aufgebauten Betrieb samt Ofenfabrik weiter. Als Schlosser und Mechaniker war er einer der führenden seines Fachs in Basel und erhielt auch anspruchsvolle öffentliche Aufträge. Bei ihm wohnte Charlotte Kestner, Tochter von Goethes Lotte und Schwester von August Kestner. Auf Friedrich Ludwig, der zweimal verheiratet war und insgesamt neun Kinder hatte, gehen alle späteren Vertreter der Familie Schloeth zurück.
Ein anderer Sohn von Heinrich Ludwig Schlöth war der bekannte Bildhauer Ferdinand Schlöth (1818–1891), der zuerst ebenfalls den Schlosserberuf erlernte und im Familienbetrieb mitwirkte, sich aber nach dem Tod des Vaters zum Bildhauer ausbilden liess und auf diesem Gebiet grosse Erfolge erzielte. Er blieb ohne direkte Nachkommen. Sein Neffe Achilles Schlöth (1858–1904), ein Sohn von Friedrich Ludwig Schlöth, ergriff ebenfalls den Bildhauerberuf, war aber deutlich weniger erfolgreich als sein Onkel. Bekannt wurde auch Achilles’ ältere Halbschwester Amalie Schneider-Schlöth (1839–1888) als Verfasserin der mannigfach aufgelegten Basler Kochschule, eines umfassenden Kompendiums der bürgerlichen Esskultur am Rheinknie.
Bekannte Vertreter der Familie aus dem 20. und 21. Jahrhundert sind der Unternehmer Rudolf Schlöth-Burckhardt (1856–1939), der gemeinsam mit seinem Schwiegervater einen Engroshandel mit Kolonialwaren und Landesprodukten betrieb, und sein Sohn, der Textilkaufmann Max Schloeth-von Brunn († 1951), dessen Sohn, der Biologe und erste vollamtliche Direktor des Schweizerischen Nationalparks Robert F. Schloeth (1927–2012), die ausgebildete Zeichenlehrerin und seit 2002 in Buenos Aires lebende Künstlerin und Schmuckdesignerin Francine Schloeth (* 1961), deren Werk unter anderem im Basler Kupferstichkabinett vertreten ist, der Architekt, Raumplaner und Mitbegründer der Homosexuellen Arbeitsgruppen Zürich Lucas Schloeth (* 1962) sowie der Politologe, Publizist und Zürcher Kantonspolitiker Daniel Schloeth (* 1965).
Die literarische Übersetzerin Madlaina Schloeth-Bezzola (ins Vallader) ist die Schwiegertochter von Robert F. Schloeth.
Die Familie ist ab der dritten Generation mit alten Basler Geschlechtern, wie Burckhardt, Faesch und von Brunn, verschwägert. Im Lauf des 20. Jahrhunderts bürgerte sich die heutige Schreibweise Schloeth ein.